# Штакельберг, Александр Фёдорович
Барон Александр Фёдорович Штакельберг (1833 — 1898) — попечитель Дерптского учебного округа в 1880—1883 годах, сенатор.

## Биография
Сын барона Аренда-Фридриха Штакельберга (1783—1846) и жены его Вильгельмины фон Фитингоф (1803—1845).
В 1847 году поступил в Александровский лицей, который окончил в 1853 году с серебряной медалью и чином IX класса.
По окончании лицея поступил на службу в департамент Министерства юстиции. В 1854 году был определен в Тобольское губернское правление, в следующем году — назначен тобольским окружным судьей и директором Тобольского губернского попечительного о тюрьмах общества. В 1856 году был попечителем Тобольской арестантской роты гражданского ведомства и исправляющим должность советника Тобольского губернского правления. В Сибири встречался с декабристом И. И. Пущиным.
В 1857 году был причислен к Министерству внутренних дел по прошению, а в следующем году — назначен чиновником особых поручений VIII класса при министре и причислен для занятий к Земскому отделу Центрального статистического комитета. В 1861 году командирован в распоряжение прибалтийского генерал-губернатора. В 1862 году состоял чиновником особых поручений VI класса при министре сверх штата. В 1865 году был назначен курляндским губернским прокурором, в следующем году — директором Курляндского губернского тюремного комитета, в 1868 году — членом Высочайше утвержденной ипотечной комиссии. В том же году командирован от комиссии в Германию и Францию для сбора сведений по ипотечному делу. В 1869 году состоял чиновником за обер-прокурорским столом 1-го отделения 3-го департамента Правительствующего Сената сверх комплекта. В 1871 году командирован от комиссии в Царство Польское для осмотра учреждений, заведующих ведением ипотечных книг.
В 1873 году был назначен обер-прокурором 2-го отделения 3-го департамента Сената, в следующем году — членом Высочайше утвержденной комиссии о применении городового положения к городам прибалтийских губерний (от Министерства юстиции). В 1876 году обозревал делопроизводство судебных учреждений в Курляндской губернии, в 1877 году — в Эстляндской губернии.
15 декабря 1877 года назначен сенатором, присутствующим в Гражданском кассационном департаменте Сената, c производством в тайные советники. В 1879 году участвовал в комиссии по вопросу о введении мировых судебных установлений в прибалтийских губерниях. 29 ноября 1880 года назначен попечителем Дерптского учебного округа, в каковой должности пробыл до 1883 года. В следующем году был вновь назначен к присутствованию в Гражданском кассационном департаменте Сената, в 1895 году перемещен в 4-й департамент, а в декабре того же года — во 2-е общее собрание Сената.
Умер в 1898 году в Дерпте.

## Семья
С 12 мая 1858 года был женат на баронессе Елизавете Васильевне Корф (1835—1902), дочери генерал-лейтенанта В. С. Корфа. Их дети:
- Николай (1861—1943), судебный деятель, сенатор.
- Отто (1865—?)
- Фридрих (1866—?)
- Феликс (1868—?)
- Роберт (1869—?)
- Вильгельм (1871—?)
- Ева (1859—?), замужем за лифляндским ландратом Арведом фон Брашем (1847—1899).
- Елизавета (1864—?)